# Албанская Ривьера

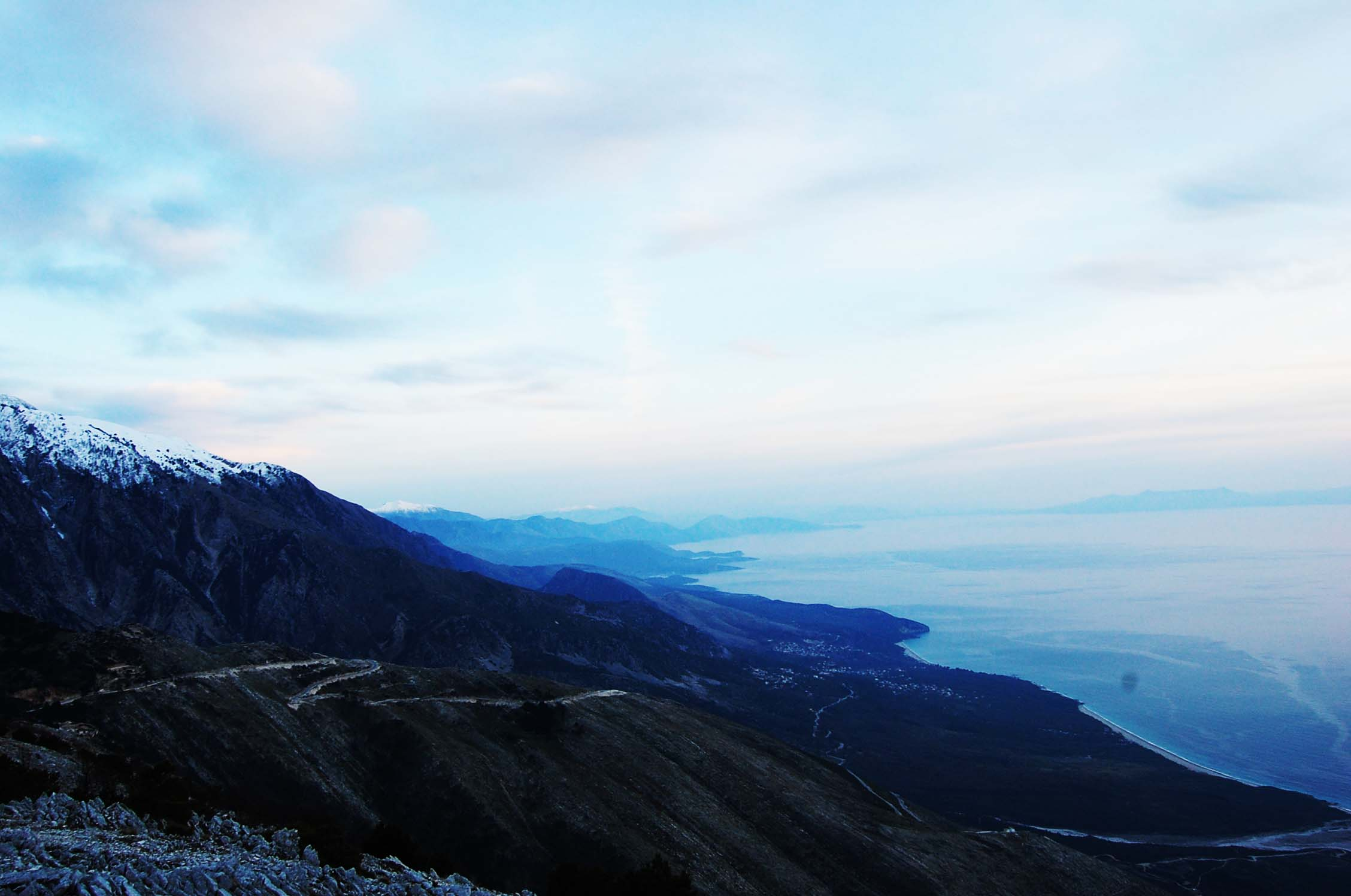
Вид с перевала Логара на побережье зимой, на горизонте остров Корфу.

Алба́нская Ривье́ра (алб. Riviera shqiptare) — название участка побережья с крутыми берегами на юго-западе Албании. Ривьера расположена на Ионическом море к северу от Саранды и заканчивается у перевала Логара (1027 м) к югу от Влёры, где начинается Адриатическое море. Албанцы зачастую называют Ривьеру просто Брегу (алб. Bregu — «Берег»). Сзади Ривьеру ограничивают Акрокераунские горы.

## География

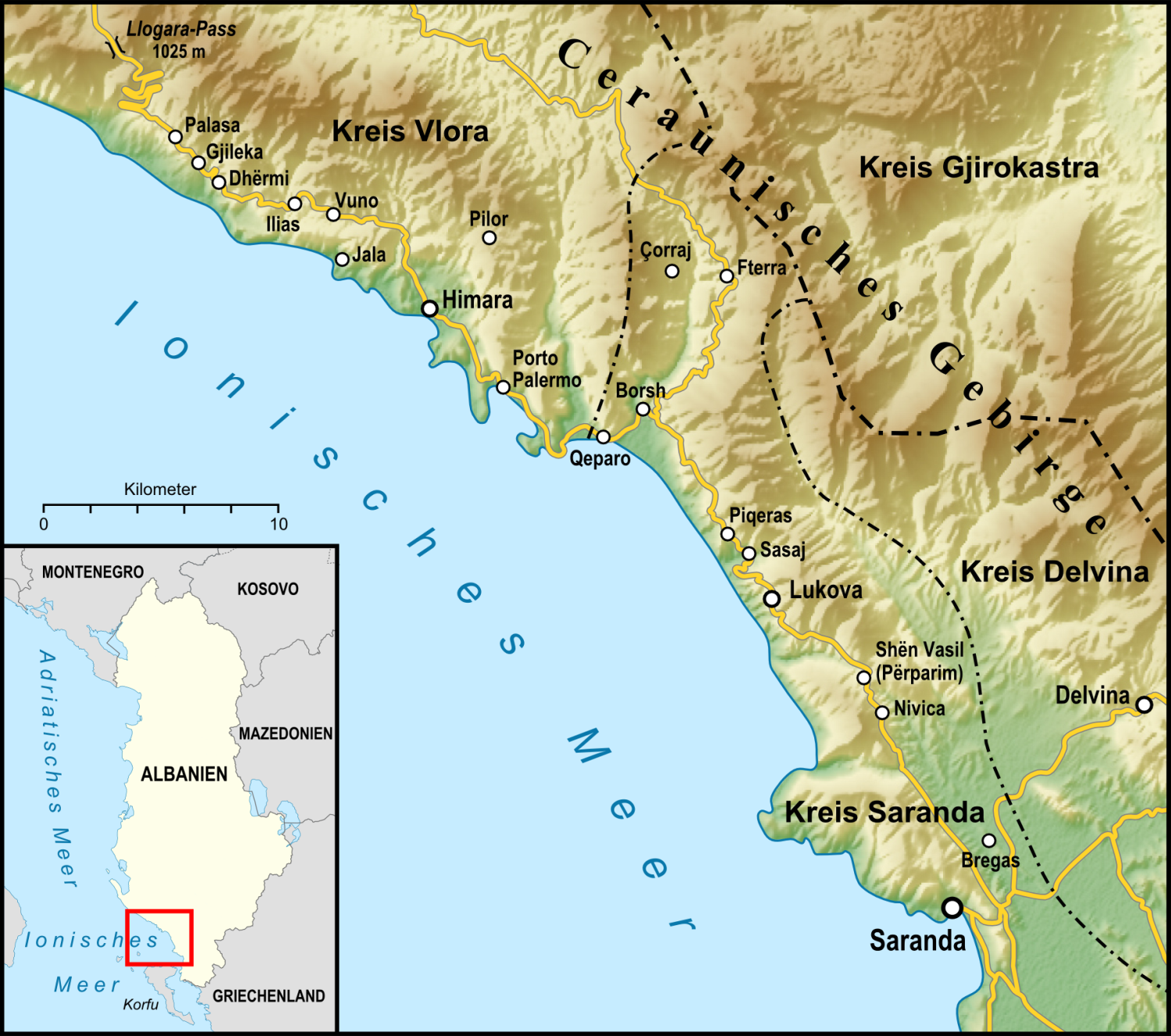
Топографическая карта Албанской Ривьеры

Главный населённый пункт Ривьеры — город Химара. До 2015 года коммуна Химара включала в себя только северную часть Ривьеры (округ Влёра) с девятью сёлами. Паляса — самое северное из них, расположенное у подножия перевала Логара. За ним с севера на юг идут Дерми, Гжилека, Илиас и Вуной. Пилюри и Кудеси находятся в горах к востоку от Химары. Южнее на побережье находится Кепарой-Фуша и расположенное над ним на горе Кепарой. Южная часть Ривьеры (округ Саранда) находится на территории коммуны Люкова. Тут находятся расположенные в горах сёла Фтерра и Чорай, а также находящиеся на побережье Борши, Казим-Пали, Пикераси, Сасай, Люкова, Шенвасия и Нивица, расположенная уже за перевалом Шенвасия. В 2011 году общее население двух этих коммун составляло 7818 жителей.
Этот район находится в труднодоступной местности, его можно достичь, только проехав по узким и извилистым дорогам. После падения коммунистического режима в 1990—1991 годах население Ривьера сильно сократилось. В частности, многие молодые люди стали искать работу в Греции. В некоторых деревнях живут сейчас только старики.

## Туризм

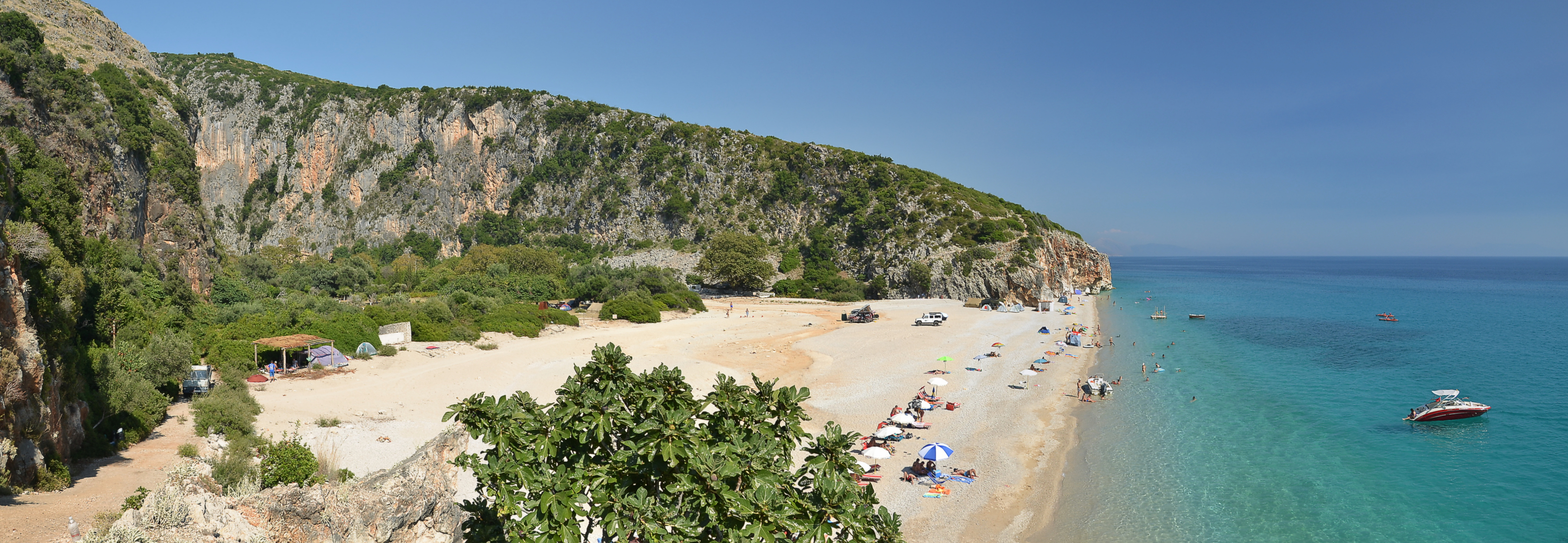
Пляж Гжипе между Дерми и Химарой

Примерно в 2000 году в регионе начал постепенно развиваться туризм. Появились разнообразные отели, апартаменты и рестораны. Береговая автодорога SH8 с осени 2008 была реконструирована. Также была расширена подъездная дорога через перевал Логара. До 2011 были реконструированы все наиболее важные дороги к пляжам от Дерми до Люковы.
Большинство туристов — это албанцы из Албании, Косово, Республики Македонии, Черногории и Сербии, а также эмигранты, проводящие отпуск на родине. За пределами города Химара и села Дерми территория по большей части свободна от отелей и ресторанов. Французская туристическая компания Club Med планировала стать первым западным инвестором, который построит в Шенвасие гостиничный комплекс. Однако строительные работы были приостановлены в 2009 году из-за протестов местных жителей и споров по поводу собственности на землю. После этого Club Med свернул свою деятельность в Албании.